# Capitania de Angra
A Capitania de Angra (1474-1766) foi uma unidade administrativa do Império Português que resultou da divisão, por alvará régio de 2 de Abril de 1474, da Capitania da Ilha Terceira, sendo os restante território da ilha incorporado na Capitania da Praia. A Capitania de Angra, administrada por um capitão-do-donatário com características hereditárias (embora sujeita a beneplácito régio na sua transmissão) andou na família Corte Real até à Restauração da Independência, passando depois para os Condes de Vimioso até reverter para os próprios da coroa em 1655. Foi formalmente extinta com a criação da Capitania Geral dos Açores em 1766.

## História
A Capitania de Angra foi criada a 2 de abril de 1474, tendo como capitão-do-donatário João Vaz Corte Real, o que possibilitou a vinda de muitos fidalgos do Reino, acompanhados por grande número de pessoas.
Foram abertos caminhos e estabelecidas povoações em diferentes pontos da parte ocidental da ilha, até que em 1478, estava quase completa a edificação de Angra, pelo que foi elevada à categoria de vila.
Para a defesa da vila, Corte Real fez erguer o chamado Castelo de São Luís ("Castelo dos Moinhos"), que foi o primeiro presídio que houve, concluído em 1493. Para o serviço religioso, concluiu-se a igreja de São Salvador. Para atender os pobres e os doentes da capitania e, sobretudo, os que aportavam a Angra, edificou-se o primeiro hospital da ilha, sob invocação do Santo Espírito. Foi atendido por franciscanos e aprovado por alvará-régio de 15 de Maio de 1492.
Corte Real auxiliou ainda na edificação do Convento de São Francisco, tendo permitido que os franciscanos se incumbissem do ensino.

## Capitães-do-donatário
Foram os seguintes os capitães-do-donatário em Angra:
1. 1474 - 1496 — João Vaz Corte Real
2. 1496 - 1538 — Vasco Anes Corte Real
3. 1538 - 1577 — Manuel Corte Real.
4. 1577 - 1581 — Vasco Annes Corte Real (neto), com o mesmo nome de seu avô.
5. 1581 - 1613 — Margarida Corte Real, que casa com Cristóvão de Moura, 1.º conde de Castelo Rodrigo, depois 1.º marquês de Castelo Rodrigo, assumindo este a capitania.
6. 1613 - 1642 — D. Manuel de Moura Corte Real, 2.º marquês de Castelo Rodrigo e 1.º conde de Lumiares. A capitania reverteu para a coroa em 1641 quando D. Manuel de Moura Corte Real optou por permanecer em Castela após a Restauração da Independência de Portugal.
7. 1641 - 1642 — Incorporada nos bens próprios da Coroa.
8. 1642 - 1649 — D. Afonso de Portugal, 5.º conde de Vimioso e 1.º marquês de Aguiar
9. 1649 - 1655 — D. Luís de Portugal, 6.º conde de Vimioso. Por morte deste titular reverteu para a coroa.
10. 1655 - 1766 — Incorporada nos próprios da Coroa. A capitania é extinta com a criação, neste último ano, da Capitania Geral dos Açores.